# Margolles (Cangas de Onís)
Margolles es una parroquia del concejo de Cangas de Onís, en el Principado de Asturias.
La parroquia de Margolles tiene una extensión de 19,01 km², situada en el extremo norte del concejo de Cangas de Onís, limita con Ribadesella y Parres, con una población de 219 habitantes, 114 varones y 105 mujeres (INE) en 2008. A través de Margolles pasan el Río Sella y el Río Zardón.
Según Manuel de Foronda, su parroquia de San Martín fue donada por el infante D. Ramiro I, hijo de D. Alfonso II, siendo gobernador de Asturias y reinando en León D. Alfonso IV, a la iglesia de San Salvador de Oviedo, y entre otras cosas dice: «la de San Marcos, situada cerca del río Sella y en la villa de Margolles»
La parroquia eclesiástica de Margolles está bajo la advocación de San Martín, estando el templo parroquial en la localidad de Peruyes. Además de las localidades antes citadas, comprende la localidad de Toraño, perteneciente, administrativamente hablando, a la parroquia de Margolles en el vecino concejo de Parres.
La fiesta de Margolles, San Bartolomé, se celebra cada 24 de agosto en Peruyes. La toponimia de Margolles ([Marcolis]) alude, probablemente, al dios romano del comercio Mercurius (Mercurio). Margolles es citado en las Crónicas Asturianas (Margoles) como uno de los primeros lugares repoblados tras el inicio de La Reconquista.
Entre los personajes más destacados nacidos en la parroquia de Margolles se encuentran el religioso Celestino José Alonso Villar, el Gaitero Mayor José Remis Ovalle y el escritor Juan Antonio Cabezas.

## Entidades de población
La parroquia cuenta con las siguientes entidades de población (entre paréntesis la toponimia asturiana oficial en asturiano y la población según el Instituto Nacional de Estadística y la Sociedad Asturiana de Estudios Económicos e Industriales):
1. Agüera, aldea
2. Cuenco, lugar (Cuencu)
3. La Granda, aldea
4. El Llano, lugar (El Llanu)
5. Llordón, lugar
6. Parda, aldea
7. Peruyes, lugar
8. San Tirso, lugar (San Tiso)
9. Villa, lugar
10. Viña, aldea

## Eventos y personajes
- El 6 de diciembre de 1866 cayó un meteorito en la zona de Margolles, hallándose fragmentos en las aldeas de Olicio, Villa, Parda, La Hortigosa y Canaliegues. El mayor de los 36 fragmentos recogidos pesaba 920 gramos.
- En 1903 se descubrieron dos hachas de bronce, datadas alrededor del Bronce Final.
- En la aldea de Peruyes, nació en 1900 el periodista y escritor Juan Antonio Cabezas.